# Мармара Ерейли (околия)
Околия Мармара Ерейли (на турски: Marmaraereğlisi ilçesi) е околия, разположена във вилает Родосто, Турция. Общата ѝ площ е 194,5 км2. Според оценки на Статистическия институт на Турция през 2022 г. населението на околията е 29 549 души. Административен център е град Мармара Ерейли.

## Населени места
Околията се състои от 12 населени места – 1 град и 11 села.
Град
- Мармара Ерейли

Села
- Бахчелиевлер (Bahçelievler)
- Джедит Али паша (Cedit Ali Paşa)
- Чешмели (Çeşmeli)
- Дереагзъ (Dereağzı)
- Ени чифлик (Yeniçiftlik)
- Камарадере (Kamaradere)
- Мустафа Кемал паша (Mustafa Kemal Paşa)
- Султанкьой (Sultanköy)
- Тюркменли (Türkmenli)
- Якуплу (Yakuplu)